# Brassia bennettiorum
Brassia bennettiorum Dodson 1989 es una orquídea epífita originaria de Suramérica.

## Características
Es una de las especies más reciente agregadas a este género. Es una planta de tamaño mediano, que prefiere clima fresco a cálido, es cada vez más epífita. Presenta un pseudobulbo muy pequeño, aovado,  envuelto casi por completo de imbricadas vainas y  una sola hoja apical, estrictamente lineal, arqueada, aguda y con pecíolo. Desarrolla una inflorescencia axilar de 5 cm de larga con algunas flores de 1,6 cm de longitud dispuestas en racimo. Florece a fines del otoño y durante el invierno

## Distribución y hábitat
Se encuentra en Perú en los bosques húmedos montanos a una altitud de alrededor de 1600 a 2200 m s. n. m.

## Taxonomía
Brassia bennettiorum fue descrita por Calaway H. Dodson y publicado en Icones Plantarum Tropicarum, ser. 2 1: t. 1. 1989.
Etimología
bennettiorum: epíteto nombrado en honor de David E. Bennett (botánico estadounidense residente en Perú).
Sinonimia
- Ada bennettiorum (Dodson) Senghas 1997[1][3][4]